# یواس‌اس سیریوس (ای‌اف-۶۰)
یواس‌اس سیریوس (ای‌اف-۶۰) (به انگلیسی: USS Sirius (AF-60)) یک کشتی بود که طول آن ۴۵۹ فوت (۱۴۰ متر) بود. این کشتی در سال ۱۹۴۲ ساخته شد.